# Banan, Helsingfors

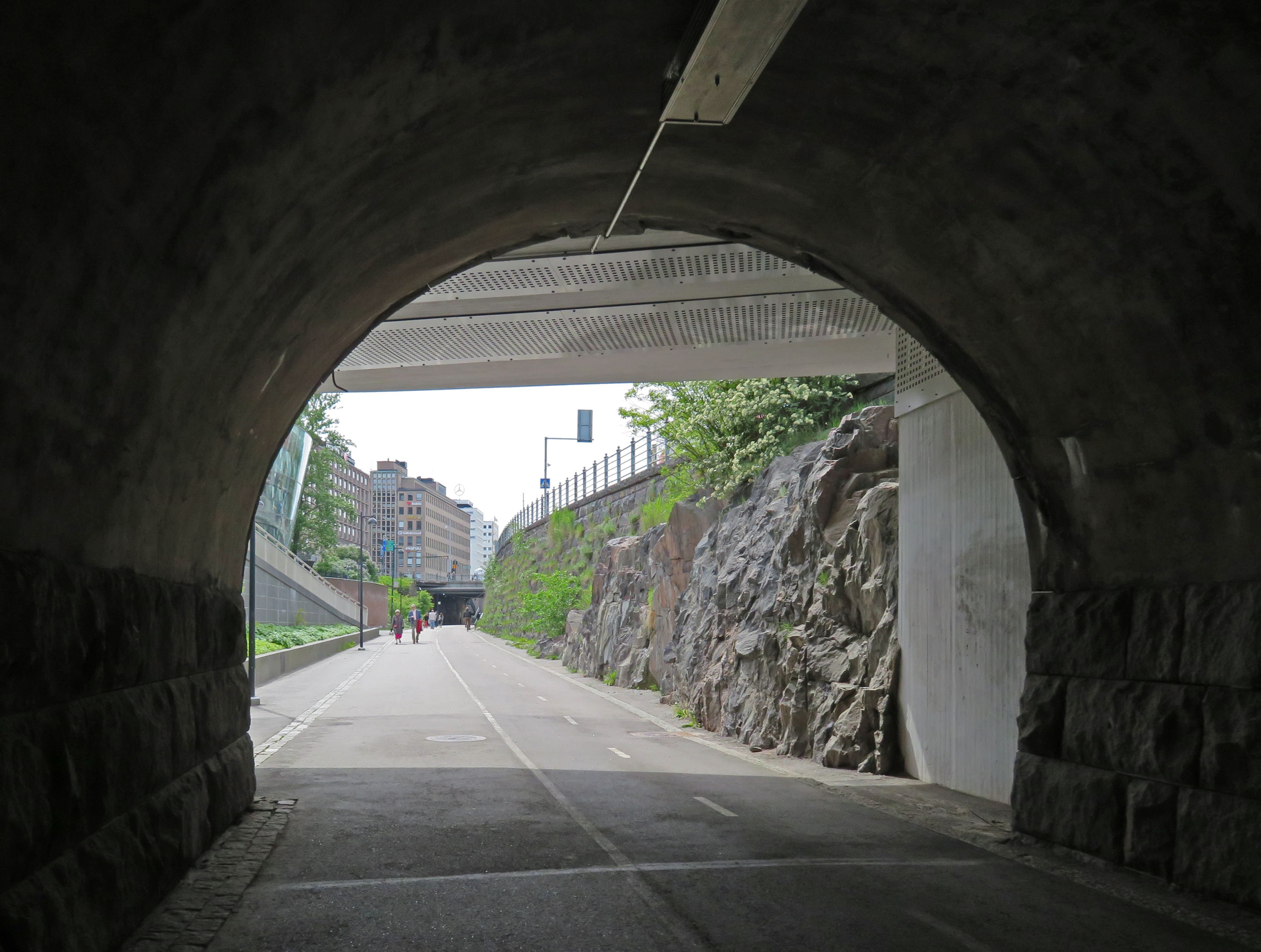
Banan under Mannerheimvägens bro.

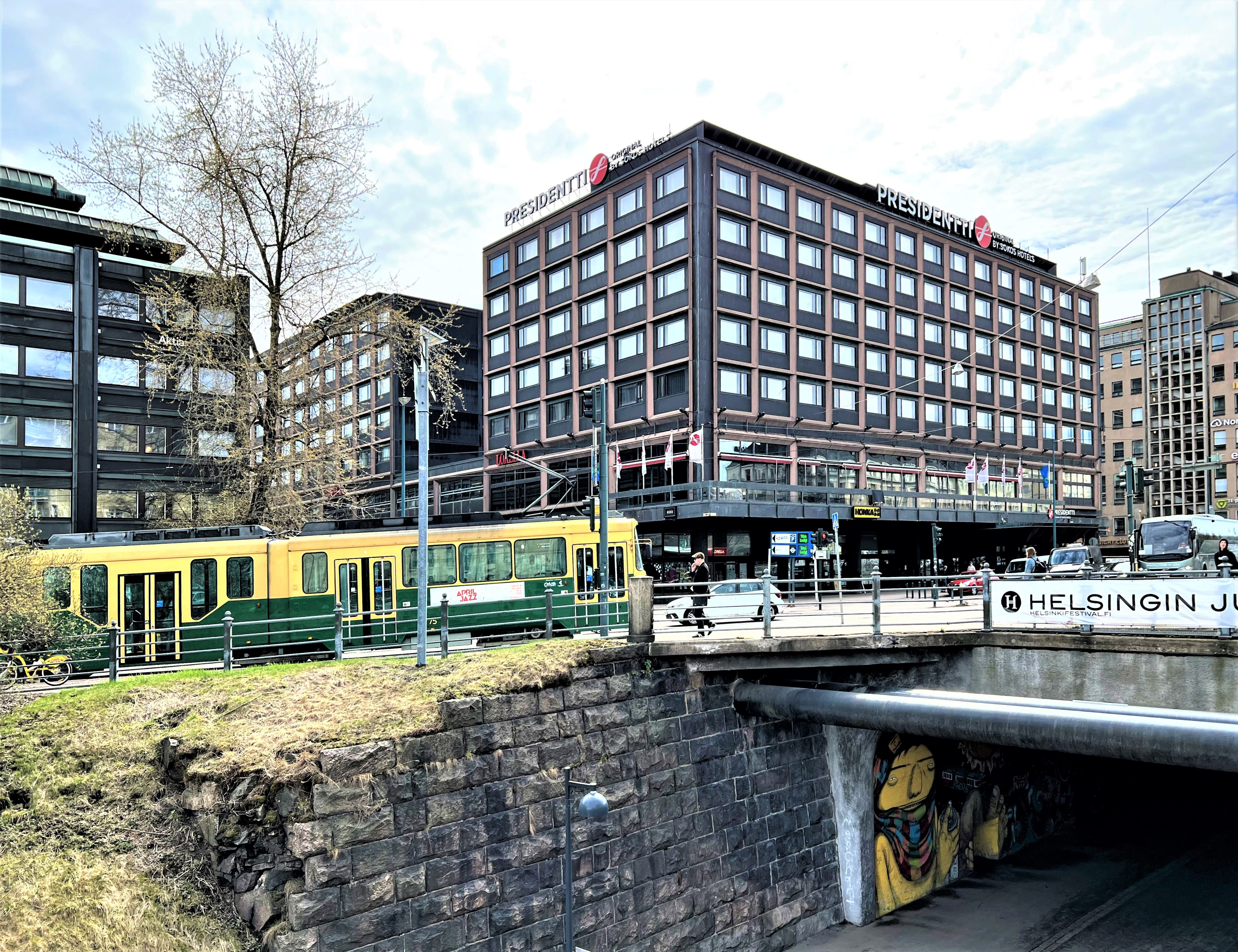
Sokos Hotel Presidentti vid Banan, sett från Arkadiagatan.

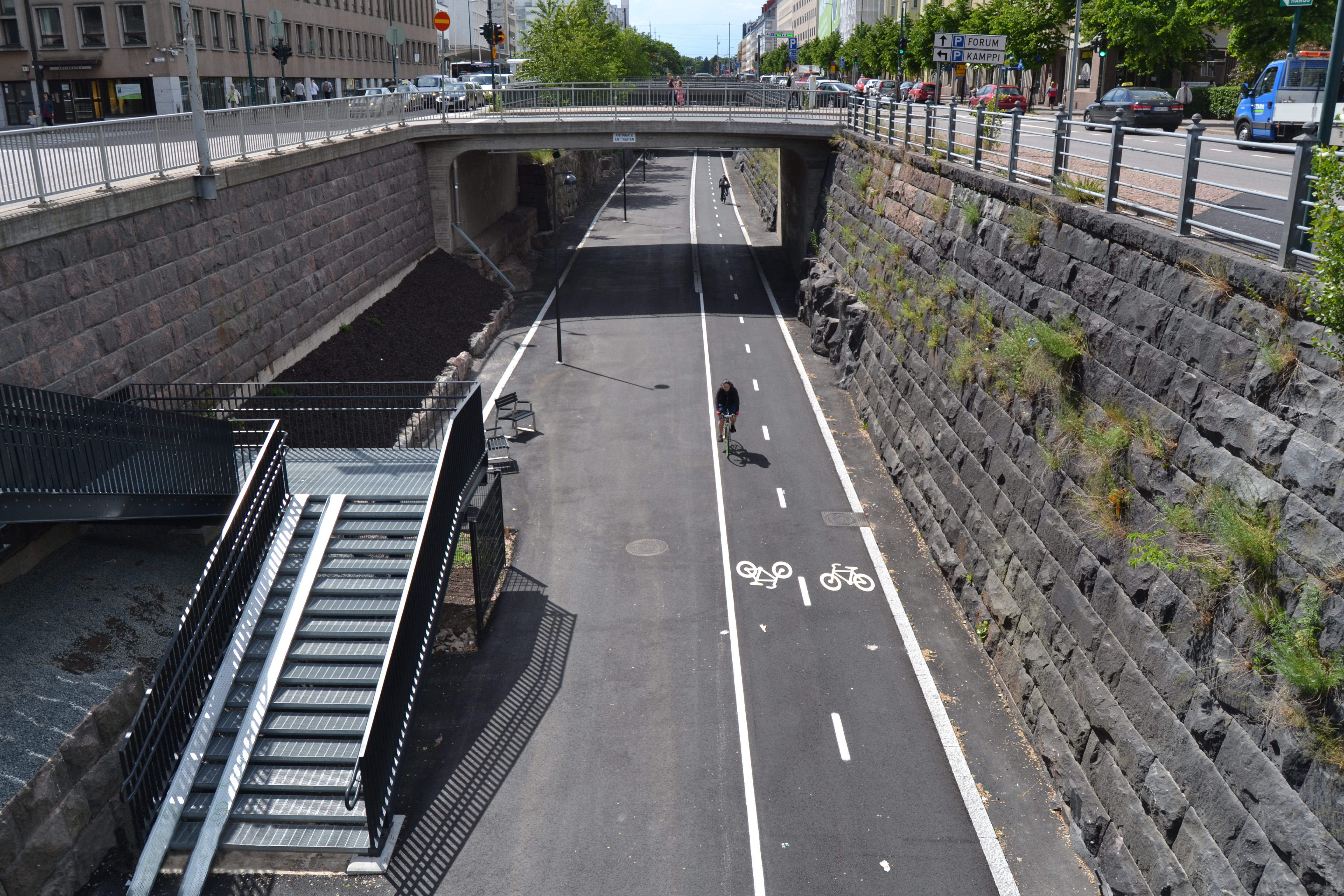
Banan vid Anttigatans bro.

Banan (finska: Baana) är en prisbelönt gång- och cykelväg i Helsingfors centrum som ligger i det sju meter djupa schaktet mellan Norra och Södra Järnvägsgatan där Helsingfors hamnbana tidigare låg. Banans längd är 1,3 kilometer och går mellan Medborgartorget i stadsdelen Gloet och Västra länken i Gräsviken och togs i bruk 2012. Rutten används av cirka 700 000 cyklister per år. Banan har vunnit hedersomnämnande i European Prize for Urban Public Space 2014 och fick priset "gjort Helsingfors roligare" av Art goes Kapakka 2012.

## Historik
Schaktet mellan Järnvägsgatorna byggdes ursprungligen 1894 för Helsingfors hamnbana. I järnvägsschaktet planerades senare en bilväg som skulle ha utgjort en del av Helsingfors centrumtunnel. År 2003 kläcktes i Helsingfors stadsplaneringsverk en idé om en cykelväg som en tillfällig lösning för järnvägsschaktet efter att godshamnen skulle flytta till Nordsjö 2008 och järnvägstrafiken därmed skulle upphöra. År 2009 fick cykelvägen efter en namntävling namnet Banan, på helsingforsslang Baana, vilket också är dess finska namn. Banan togs i bruk 12 juni 2012. I Banans västra ända på den före detta bangården vid Maria sjukhus placerades också basket- och andra idrottsplaner.  
Efter att Banan togs i bruk började namnet bana/baana användas som allmänt begrepp för stomcykelvägar som uppfyller vissa kvalitetskrav – också i andra kommuner i Finland. I Helsingfors generalplan från år 2016 finns inritat ett 130 km långt stomnät för snabb cykeltrafik, Nätverket Banan.